# Glandularia pumila
Glandularia pumila är en verbenaväxtart som först beskrevs av Per Axel Rydberg, och fick sitt nu gällande namn av Ray E. Umber. Glandularia pumila ingår i släktet Glandularia och familjen verbenaväxter. Inga underarter finns listade i Catalogue of Life.